# 小笠原長巨
小笠原長巨（1551年—1634年10月20日），日本戰國時代至江戶時代初期的武將。信濃國伊那郡國人領主，後來成為江戶幕府旗本（伊那眾）。父親是小笠原信貴。通稱孫六、靱負。別名長臣（『寬政重修諸家譜』）。

## 生平
在天文20年（1551年）出生，家中次男。天正10年（1582年）2月13日，織田氏發動甲州征伐，哥哥信嶺向織田信忠降服，此時被當作人質送出。本能寺之變後的同年6月14日，以菅沼藤藏仲介，與信嶺一同在駿府城拜謁德川家康。觀察豐臣秀吉恩顧的大名兼飯田城城主京極高知的形勢，並報告沒有投向德川方的意思。
慶長5年（1600年），在關原之戰中，支援山村良安和千村良重，攻撃美濃苗木城和岩村城。拒絕小笠原信之歸住到本領伊那郡松尾，因此激怒家康而遭到處罰，從武藏本庄移封至伊那郡伊豆木1千石，之後築起伊豆木陣屋。在高遠領保科氏、飯田領小笠原氏等伊那谷新領主被定下時，一時間預定領有伊那郡10萬石。
慶長19年（1614年），在大坂冬之陣中，守衛箱根關。元和元年（1615年），在大坂夏之陣中，屬於松平乘壽軍，在枚方布陣。
在寬永11年8月29日（1634年10月20日）死去。享年84歲。法名圭卜。
長男長重、三男良隆、四男泰政成為小笠原忠真的家臣，次男長泰繼承家督。

## 外部連結
- 武家家伝＿松尾小笠原氏 （页面存档备份，存于）